# 西大田四街站
西大田四街站（：／ Seodaejeon-negeori yeok */?）是大田地鐵1號線沿線的一座地下車站，位於韓國大田广域市中區龍頭洞，並預計於大田地鐵2號線完工後於此站與1號線交會。

## 車站結構
站體為1面2線島式月台的地下車站，設有月台幕門，並有8處出口。

### 月台配置
| 中區廳 ↑ |
| 下 上 \| |
| ↓ 五龍   |

| 月台 | 路線               | 目的地                         |
| ---- | ------------------ | ------------------------------ |
| 上行 | ●大田都市铁道1号线 | 中區廳、中央路、大田、板岩方向 |
| 下行 | ●大田都市铁道1号线 | 龍汶、市廳、儒城溫泉、盤石方向 |

## 歷史
- 2006年3月16日：落成啟用。

## 車站周邊
- 忠南大学附設醫院
- 開龍醫院
- 西大田郵局
- 韓國通訊西大田營業所
- 大田忠南地方兵務廳
- 基督教廣播
- 西大田初等學校
- 好壽敦女子高校
- 西大田站（韓國鐵道公社）

## 相鄰車站
大田廣域市都市鐵道公社
●大田都市铁道1号线
中區廳（106）－西大田四街（107）－五龍（108）